# Dysschema disjuncta
Dysschema disjuncta là một loài bướm đêm thuộc phân họ Arctiinae, họ Erebidae.